# Mamelón (odontología)
 Un mamelón (del francés mamelon, "pezón") es una de las tres protuberancias redondeadas que están presentes en el filo de un diente incisivo cuando erupciona a través de la encía. El dentista puede alisar la apariencia de los mamelones si no se han desgastado de forma natural al morder y comer alimentos.
Los mamelones están presentes en incisivos centrales y laterales permanentes. Los mamelones son más fáciles de observar en los dientes incisivos centrales superiores y aparecen como tres pequeñas prominencias en el borde oclusal del diente. Los mamelones generalmente no tienen importancia clínica. Por lo general, se desgastan temprano en la vida del diente. Sin embargo, cuando está presente una mordida abierta anterior, es decir, cuando los dientes no están en contacto al estar la boca completamente cerrada, los mamelones pueden permanecer en la edad adulta. [cita requerida]